# 張城
張 城（チャン・ソン、朝鮮語: 장성、1939年3月28日 - ）は大韓民国の軍人。最終階級は陸軍大将。
なお、彼の氏名は韓国語で将官を意味する「将星」（朝鮮語: 장성）と同じ発音である。

## 人物
清州高等学校を経て1958年7月1日、韓国陸軍士官学校に入学（18期）。陸軍大学卒業後、第2連隊長、第24代歩兵第25師団長、第2軍団長等を歴任し、1993年には金泳三政権下で非ハナフェとして国防部政策室長に登用される。同年11月陸士校長に就任、同職在任中の1994年に栗谷事業特別監査兼国防制度改革委員長に抜擢され、革新的な制度改革案を提案。こうしたことが更に金大統領の信任を厚くし、大将就任後、米韓連合司令部副司令官に就任。
就任間もない6月に寧辺核施設爆撃計画が上がった際、北朝鮮による報復を恐れ、第3野戦軍司令官の尹龍男大将とともに地上構成軍先任将校の鄭京泳中佐を通じ、脅威である長射程砲の無力化が特戦による地上破壊・米軍による空爆ともに極めて困難である事を主張した。1996年の任期終了後予備役に編入。
1997年、非常企画委員会委員長を務めた。
金大中政権時代は1999年5月の内閣改造にて国防部長官、外交安保首席秘書官の有力候補にも挙がっていた。

## 年譜
- 1962年2月26日：陸軍士官学校卒業（18期）
- 1974年：陸軍大学修了
- 1981 - 1982年：歩兵第6師団第2連隊長
- 1983 - 1983年：合同参謀戦略企画局軍事戦略課長
- 1984 - 1986年：国防部投資事業調整官
- 1987 - 1988年：歩兵第25師団長
- 1989 - 1990年：陸軍本部政策企画室長
- 1990年12月26日：中将[7]
- 1990 - 1992年：第2軍団長
- 1993年：国防部政策室長
- 1993年11月1日：陸士校長
- 1994年
  - 4月18日：大将[8]
  - 4月19日：米韓連合司令部副司令官
- 1996年10月21日：予備役
  - 12月20日：緊急企画委員会委員長